# Нед Фландерс

Нед Фландерс после урагана

Недвард «Нед» Фландерс (англ. Nedward «Ned» Flanders) — персонаж мультсериала «Симпсоны», озвученный Гарри Ширером. Также неоднократно появлялся в комиксах и видеоиграх по мотивам франшизы. Он и его семья живут по соседству от семьи Симпсонов. Набожный христианин, Нед является одним из столпов морали Спрингфилда. В эпизоде «Alone Again, Natura-Diddily» он овдовел, его жена Мод погибла в результате несчастного случая, спровоцированного Гомером Симпсоном. В эпизоде 25 сезона умерла вторая жена Неда Эдна Крабаппл по неизвестным причинам.
Нед был одним из первых персонажей мультсериала, не входивших в семью Симпсонов. Начиная с эпизода «Simpsons Roasting on an Open Fire», он регулярно появляется в «Симпсонах». Считается, что Нед Фландерс был назван в честь улицы Northeast Flanders St. в Портленде, Орегон, родном городе создателя мультсериала Мэтта Грейнинга. Надпись на указателе улицы NE Flanders St. хулиганы часто исправляли на NED Flanders St.

## Биография
Нед Фландерс родился в Нью-Йорке, в семье стереотипных битников в 1930 году. Его отец в точности похож на взрослого Неда, только он носил козлиную бородку (а также чёрно-белый свитер и чёрный берет). Отказ родителей от воспитания Неда, и то, что они, в общем-то, были плохими родителями («мы ничего в этом не понимаем и не знаем как начать») привели к тому, что Нед превратился в ужасного сорванца. В конце концов они согласились на экспериментальную восьмимесячную шлепологическую терапию Миннесотского университета (воспоминания Неда в эпизоде «Hurricane Neddy»), которая научила его подавлять чувство злости. Побочным эффектом терапии стало то, что Нед начал ненавидеть своих родителей (это одна из двух вещей, которые ненавидит Фландерс; вторая — отделения почты, чьи длинные очереди, суета и угрюмый персонал раздражают его). Никогда не называет себя Нед. Искаженные варианты его имени: Недди, Недюлик, Флан-дидли-дерс.
У Неда есть странная привычка добавлять «дидли», «дадли» и другие бессмысленные слова в свои фразы при разговоре, например: «Hi-diddly-ho, neighbor-ino» («Приветик, соседушка»). Это результат сублимации его злости, вызванной сдерживанием гнева, который не имеет никакого другого выхода.
В конечном счёте его гнев выплеснулся в эпизоде «Hurricane Neddy». Из-за урагана, разрушившего его дом, Нед перенёс кризис веры и у него случился нервный срыв, во время которого он отметил недостатки жителей Спрингфилда — в частности, он сказал Гомеру Симпсону: «Гомер, ты худший человек из тех, кого я знаю». После этого Нед взял себя в руки и отправился в «Кэлмвуд», психиатрическую больницу Спрингфилда. Во время лечения Фландерс носил смирительную рубашку и проводил время за чтением газеты, листая страницы ногами. После выздоровления Нед пообещал встречающим его друзьям никогда больше не скрывать своих чувств, что привело к громким крикам восторга. Его обещание сбивать своих врагов машиной вызвало гораздо меньшее одобрение.
У Неда есть сестра, которая живёт в Столице Штата. Он упомянул о ней только однажды, в эпизоде «When Flanders Failed», когда оказался на грани банкротства. После распродажи семейных ценностей (в основном Гомеру Симпсону, который скупал их по дешёвке), он рассказал Гомеру, что планирует переехать к ней. С тех пор она никогда больше не упоминалась.
Несмотря на внешнюю слабость, кротость характера и возраст, Нед скрывает под своим зелёным свитером и розовой рубашкой чрезвычайно развитую мускулатуру (при этом у одетого Неда, как и у большинства мужских персонажей сериала, можно увидеть большое круглое пузо). Ему 60 лет и он очень молодо выглядит благодаря трём вещам, как он сам говорит об этом в эпизоде (10 серия 10 сезона) «Viva Ned Flanders»: «Я честно живу, тщательно жую и часто хожу в церковь». Несмотря на возраст, в серии Home Away From Homer он спокойно победил сильного тренера.
Нед, как и его семейство, редко называет свои усы усами, обычно он придумывает им названия вроде: «соседи носа», «мистер Щекотка», «шубка для носа» и др. В эпизоде «Bart the Lover», после того, как Гомер высмеял его, Нед их сбрил, но скоро отрастил усы вновь, несмотря на то, что был приглашён сниматься в рекламе. Когда в эпизоде «Home Away From Homer» он переехал в Хамблтон, штат Пенсильвания, жители города попросили его сбрить усы, так как в городе их никто не носил, но Нед отказался это сделать, и стал парией. Трепетное отношение Неда Фландерса к своим усам можно увидеть ещё по одному случаю; когда в них попала жевательная резинка, он их не сбрил, а заморозил жвачку льдом, а потом отбил её с помощью молотка. В серии Little Big Mom также ненадолго лишился усов, когда его поцеловал «прокажённый» Гомер и Мод содрала их пылесосом. А в «Black-Eyed, Please» после того, как Нед разозлился на Гомера за то, что тот развлекается с родителями, Нед ударил Гомера, а усы просто выпали и Неду пришлось носить накладные усы.
Его сильная стыдливость заставляет его произносить слово «секс» шёпотом, даже если рядом нет никаких детей, обычно он произносит это слово по буквам или заменяет его словом «дудли». Нед также использует слово «дудли» или «шринки-дидл», когда говорит о пенисе. В Pray Anything когда Нед узнал, что его машина не заводится и ему придётся ехать на хот-догмобиле, говорит: «Какой-то гигантский дудли!»
Нед — выпускник Университета Орал Робертс, где он входил в студенческое братство, которое поддерживало переодевание в стереотипно "женскую" одежду (хотя, возможно, это было лишь частью ритуала посвящения).
После колледжа Нед встретил тихую, религиозную Мод, на которой вскоре женился. У них родилось двое детей, до смешного наивных, — Род и Тодд. Нед овдовел после несчастного случая с Мод в эпизоде «Alone Again, Natura-Diddily». После смерти жены Нед встречался с красивой певицей христианского рока Рейчел Джордан (озвучивает Шон Колвен), с которой познакомился после её выступления в церкви, и с кинозвездой Сарой Слоан (озвучивает Мариса Томей) в эпизоде «A Star is Born-Again» .
Нед живёт в собственном двухэтажном особняке по соседству с Симпсонами, по адресу Вечнозелёный бульвар, дом 740. В книге «The Simpson’s Guide to Springfield» дом Неда назван «единственной четырёхзвёздочной гостиницей в городе».
Звонок входной двери дома Неда играет мелодии «Кумбая» и «Вперёд, солдаты Христа». Все комнаты украшены религиозными изображениями, религиозными сувенирами (пляжные полотенца в виде Туринской плащаницы, солонка в виде жены Лота и т. д.), а также фотографиями Мод Фландерс. Дом обставлен дорогой мебелью; Нед говорит об этом так: «она досталась мне дёшево, потому что это вещественные доказательства с одного убийства».
На заднем дворе находятся сад, патио и барбекю — огромная жаровня, которая часто используется для вечеринок, устраиваемых Недом. Иногда в сериале показывают, что на заднем дворе Неда есть огромное квадратное бомбоубежище, которое появляется только тогда, когда оно нужно (в эпизоде «Bart's Comet» оно было уничтожено остатками кометы).
В ранних сезонах сериала Гомер ненавидел Неда, за исключением короткого периода времени (в эпизоде «Homer Loves Flanders» Гомер считал Фландерса своим лучшим другом), потому что семья Неда, его работа, здоровье и дом были гораздо лучше, чем его собственные. Уважение Мардж к Неду также не упрощало ситуацию. Симпсон постоянно говорит Неду, чтобы тот «закрыл свой глупый рот», и даже молился, прося Господа о смерти Фландерса. В более поздних эпизодах отношения соседей раскрыты более подробно; кажется, что они хорошие друзья, несмотря на то, что Гомер Симпсон часто выражает ненависть к Неду («глупый лучший друг Фландерс»). В качестве примера можно привести утешение Гомером Неда после смерти жены последнего (через несколько минут после того, как Симпсон собирался кинуть в Неда булыжником), и то, как он помогал Фландерсу построить «Богопарк».

## Возраст
Настоящий возраст Неда невозможно определить, хотя в 10-м сезоне, в эпизоде «Viva Ned Flanders», он сказал, что ему 60 и он пенсионер; это произошло уже после того, как в ряде эпизодов появлялись различные противоречивые сведения о его возрасте. Так, в эпизоде «Much Apu About Nothing», Нед упомянул, что живёт на Вечнозелёном Бульваре уже 30 лет. В эпизоде «The Mansion Family», на вручении городской премии «Гордость Спрингфилда» в номинации «Старейший Гражданин Спрингфилда», Кент Брокман (после неожиданной смерти основного претендента) попросил встать тех, кому за 60; в этот момент можно увидеть, как на заднем плане поднимается Фландерс. Но также в эпизоде Dangerous Curves (5 эпизод 20 сезон), когда Гомеру было 20 лет, Фландерс выглядел не менее, чем на 10-15 лет старше него и уже был женат на Мод Фландерс. Больше всего споров о возрасте Неда вызвал эпизод «Hurricane Neddy», из которого можно узнать, что психиатр Неда, доктор Фостер, впервые его осмотрел 30 лет назад; чтобы доказать это, он показывает фильм, в котором Фландерс выглядит не больше, чем на 10 лет. Если принять этот факт за истину, то в настоящее время Неду не может быть больше 40.

## «Лефториум»
В эпизоде «When Flanders Failed» Нед решил покончить со своей карьерой в фармацевтике и открыл в Спрингфилдском Гипермаркете свой магазин, который назвал «Лефториум». Магазин Неда специализируется на продаже товаров для левшей: всё от открывалок консервных банок для левшей до специальных автомобилей для левшей. В ранних эпизодах «Лефториум» располагался на втором этаже гипермаркета, однако в эпизоде «Last Tap Dance in Springfield» можно увидеть магазин Неда на первом этаже. Магазин Неда пользовался большой популярностью, потому что множество жителей города — левши, среди них: Барт Симпсон, Сеймур Скиннер, мистер Бёрнс, Мо Сизлак и другие. Это гарантирует Неду стабильную прибыль. Магазин Неда простаивает, потому что по соседству с ним открылся супермаркет для левшей — «Левшемаркет». Позже был разграблен и уничтожен сборищем людей, озверевших после смерча. В одной серии 25 сезона вместо магазина стал прилавком и в конце серии вновь стал магазином.

## Убеждения
Нед — очень религиозный человек. Он старается как можно буквальнее соблюдать все библейские заповеди и наставления и легко впадает в панику, если что-то противоречит им. Это приводит к частым звонкам преподобному Лавджою «Мне… Мне кажется, что я хочу свою жену», который стал все больше уставать от Фландерса и обычно пытается от него отделываться фразами вроде: «Нед… а ты не думал поменять религию? Они ведь все одинаковые». У Тимоти Лавджоя из-за частых звонков Неда даже развилась сильная антипатия к исполнению своих обязанностей. Также Преподобный Лавджой мстительно выгуливает своего бобтейла на лужайке перед домом Неда. Из компьютерной игры «The Simpsons Road Rage» и из эпизода «Hurricane Neddy» можно узнать, что Нед хранит дома кошерную еду «просто так, на всякий случай».
Нед воспитывает сыновей очень строго, в соответствии с христианской моралью.
Большинство развлечений и семейных игр семьи Фландерс связаны с религией. Например они используют как минимум пять различных изданий Библии для игры в «Библейскую Викторину», а при игре в боулинг чета Фландерсов вместе с четой Лавджоев выступали в одной команде под названием «Святые Каталы», спортивной формой которой были робы францисканских монахов. Нед понимает, что не сможет защитить свою семью от влияния массовой культуры, поэтому делает всё, чтобы смягчить её влияние, например, он так заканчивает чтение одной книги: «…и Гарри Поттер, и все его друзья волшебники отправились в ад за занятие колдовством». Хотя к дому Фландерсов подведено кабельное телевидение, большинство из 230 каналов заблокированы, возможно из-за того, что Род и Тодд, увидев случайно насилие в мультфильме «Щекотка и Царапка», сильно испугались. Тодд раньше любил мультсериал Давид и Голиаф, но, придя к идее, что говорящая собака — это богохульство, перестал его смотреть. Нед и Мод выписывают журнал «Newsweek», из которого они узнают о последних событиях.
Иногда Нед с усердием борется за то, во что он верит, особенно если он сталкивается с таким же рьяным оппонентом, как и он сам. Когда Гомер и Барт стали католиками («The Father, The Son, and The Holy Guest Star»), он, после рукопожатия с католическим священником, напомнил себе о том, что надо «перекрестить» свою руку. В том же эпизоде, когда Барт сказал Неду, что хочет перейти в иудаизм, Нед достал бутылку с хлороформом, чтобы «отговорить» его. Когда Лиза стала буддисткой, и громко закричала об этом, он сказал Роду и Тодду, что «Сатана вышел на тропу войны» и поэтому они идут в бомбоубежище, а на вопрос: «Когда мы выйдем оттуда?» он ответил: «Возможно, никогда». Как-то раз, узнав, что дети Симпсонов некрещёные, он насильно пытался их крестить, используя свой переносной набор для крещения.
Он испытывает сильную антипатию к иудаизму и индуизму, в эпизоде «Midnight Rx» он сравнил поклонение Шиве с просьбой о помощи у Хоукмена (супергерой).
В эпизоде «HOMR», после того как из мозга Гомера вытащили карандаш и он из-за этого стал очень умным, Гомер говорит Неду: «Я сегодня подсчитывал налоги, и случайно выяснил, что Бога нет». Он отдаёт лист бумаги с доказательствами Неду. Фландерс, взяв его, скептически замечает: «Может быть, там какая-то ошибка?», но, начиная читать, меняется в лице: «Нет, тут все верно. Эту бумагу никто не должен видеть». После чего поджигает её зажигалкой, а в это время на заднем плане Гомер подкладывает копии доказательства под дворники припаркованных автомобилей.
Несмотря на некоторую неприязнь к другим религиям, он очень искренен в осуществлении христианской доктрины о благотворительности, доброте и сострадании. Каждую среду он работает на раздаче пищи для бедняков, а также читает книги больным детям в Спрингфилдской больнице. Он очень честен и искренен: когда он выиграл билеты на футбольный матч, он тут же спросил об их стоимости, чтобы внести в налоговую декларацию. Он также пытается быть хорошим соседом Симпсонам, постоянно предлагая им свою помощь, хотя обычно ни к чему хорошему это не приводит.
Когда Спрингфилду угрожала уничтожением комета, Нед впустил в своё бомбоубежище всех жителей города, и даже сам покинул своё собственное убежище, после того, как Гомер сказал, что левши после апокалипсиса не понадобятся. Это интересно: вдохновлённые примером Неда жители города последовали за ним, чтобы не дать ему умереть в одиночестве, и это спасло им жизнь — бомбоубежище обрушилось после того, как в него попал осколок кометы.
Нед накормил и одел как минимум одного человека — старшего брата Гомера, Герба, после того как тот ошибся домом.
Его дружелюбность приносит свои плоды: когда магазин Неда «Лефториум» был на грани банкротства, вскоре после его открытия, Гомер нашёл множество людей, готовых помочь Фландерсу: «У Неда Фландерса проблемы?» — закричал один из его знакомых после звонка Гомера, после чего перепрыгнул кушетку и бросился на помощь.
Долго не было известно, к какому течению христианства принадлежит Нед Фландерс, Преподобный Тимоти Лавджой и большинство других жителей Спрингфилда. Все споры прекратились после того, как в эпизоде «The Father, The Son, and The Holy Guest Star» преподобный Лавджой вскользь упомянул: «мы вернём Гомера и Барта в лоно истинной веры — в Западную Ветвь Реформированного Пресвилютеранства».
Нед дважды сравнивал затопление Спрингфилда с Великим потопом: в первый раз в эпизоде «Mom and Pop Art», когда Гомер Симпсон затопил город, он решил, что «Господь вновь утопил грешников и спас праведников», а второй раз — в эпизоде «Pray Anything» Нед сам построил ковчег и взял туда «каждой твари по паре», но только самцов, «ибо никаких шуры-мур» (вот это ему не удалось).

Нед Фландерс в образе дьявола

Религиозный пыл Неда был высмеян во множестве Хэллоуинских эпизодов, которые считаются неканоническими. Так, в эпизоде «Treehouse of Horror V», новелла «Time and Punishment», Нед стал «Неоспоримым Повелителем Мира». Он назначал всем, кто имел плохие мысли «ре-недификацию», которая представляла собой стакан тёплого молока на ночь и фронтальную лоботомию; в эпизоде «Treehouse of Horror V», новелла «I Know What You Diddily-Iddily Did», Нед превращался в оборотня, а когда Нед превратился в зомби в эпизоде «Treehouse of Horror III», новелла «Dial „Z“ For Zombies», его убил Гомер Симпсон, которого мало заботило, превратился Нед в зомби или нет («Барт: Папа, ты убил зомби Фландерса! Гомер: Это был зомби?»).
В неканонических эпизодах Нед представал перед зрителями в образах и дьявола, и Бога. Так, в первой части хэллоуиновского эпизода «Treehouse of Horror IV» «The Devil & Homer Simpson» Нед оказался сатаной, объяснив это так: «это всегда тот, кого вы меньше всего подозреваете». Дьявол Нед предложил Гомеру пончик в обмен на его душу, тот согласился, но когда Нед пришёл за его душой, Мардж потребовала провести суд. На суде она представила доказательства того, что Гомер не мог заключить контракт с сатаной, так как подарил свою душу Мардж на свадьбу. В ярости Нед превратил голову Гомера в пончик. В ещё одной серии он предстал в образе дьявола перед четырьмя детьми — Бартом, Лизой, Нельсоном и Милхаусом, чтобы показать им чем закончится жизнь во грехе. Также предстал в образе дьявола в снятом им же любительском фильме про Каина и Авеля. В другой серии, когда Мардж заснула в церкви и ей снился сон, будто она Ева, а Гомер — Адам, Нед появился в образе Бога (его самого не было видно, но голос и рука в «фирменном» недовском свитере, определённо, принадлежали ему).
Нед также появлялся в образе Приама, царя Трои в эпизоде «Tales from the Public Domain», новелла «D’oh, Brother Where Art Thou?».

## Хобби и интересы
В детском возрасте Нед любил слушать радио и читать комиксы о Дике Трейси.

Коллекция вещей, связанных с The Beatles

Нед — тайный поклонник группы The Beatles, это он объяснил Гомеру так: «Конечно, я люблю The Beatles, ведь они популярнее Иисуса» (отсылка к высказыванию Джона Леннона). Нед собрал множество связанных с The Beatles сувениров, включая виниловые пластинки с их записями, инструменты (бас-гитара Hofner Пола Маккартни и ударная установка Ринго Старра), банки газировки с их фотографиями, костюмы, идентичные тем, в которых «Ливерпульская Четвёрка» появилась на «Шоу Эда Салливана»; у него даже есть картонная жёлтая подводная лодка. Ему также нравится Дэвид Кросби (он называет его «беспокойным трубадуром»).
Нед коллекционирует фарфоровые статуэтки (правда, Гомер Симпсон разбил бо́льшую часть его коллекции, оставив записку: «я нечаянно»), однажды он даже жил в городе Хамблтоне, где их изготавливают.
Нед увлекается бильярдом. Как уже было сказано выше, Фландерс очень любит приглашать гостей на барбекю. В подвале его дома расположена «комната развлечений» в которой находится бильярдный стол и полный бар. Он — превосходный бармен, который может смешать самые сложные коктейли («Три части рома, одна часть бурбона и немного ликёра для запаха»).
Он участвовал в соревнованиях по боулингу, его команда «Святые Каталы» несколько лет была чемпионом.
Нед поддержал Тодда в его начинаниях в минигольфе и очень гордился тем, что Тодд хорошо играет на скрипке. Он также взял своих сыновей в футбольную команду, потому что: «это убережёт вас от таких соблазнов, как девочки и рок-н-ролл». (Интересный факт: в футбольной команде у Рода и Тодда номера соответственно 6 и 66).
Нед увлекается туризмом. В эпизоде «Boy-Scoutz N the Hood» в походе на надувных лодках, по глупости Гомера Симпсона, Неда и его спутников течение унесло в открытый океан, где они чуть не погибли. Нед хорошо знает Эрнеста Боргнайна, так как смог уговорить его поучаствовать в этом походе. Нед хорошо знает, как выжить в экстремальных условиях, и может изготовить отличную кормушку для птиц, используя только сосновую шишку и арахисовое масло.
Нед — большой поклонник безопасности (хотя и не использует в своей машине подушку безопасности, потому что её не одобряет церковь).
Любимое блюдо Фландерса — простой кусок белого хлеба, «со стаканом воды, чтобы его запить».
Фландерс очень любит сидр, он даже купил себе сезонный пропуск на завод по его изготовлению: как считает Нед, он окупается после шестнадцатого посещения.
Большую часть своего времени Нед проводит за чтением Библии.

## Участие в жизни общества
Нед состоит в движении по защите окружающей среды, так как однажды он пытался убедить Монти Бёрнса использовать вторсырьё, однако тот в ответ спустил на Неда собак (Эпизод «Dog of Death»).
Иногда Нед выступает в городском театре. В различных версиях постановки пьесы Теннесси Уильямса «Трамвай Желание» он сыграл и Стэнли Ковальски и Бланш Дюбуа (Эпизод «A Streetcar Named Marge»).
Нед также занимает место руководителя в нескольких общественных группах, таких как «Гражданский комитет по вопросам морали», «Ассоциация соседей», а кроме того, возглавляет местное отделение родителей, заменяющих учителей.
Нед — республиканец. На выборах мэра Спрингфилда Нед голосовал за Сайдшоу Боба, кандидата от Республиканской партии, хотя, если быть честным, за него проголосовали почти все (живые и мёртвые) жители города. И хотя Нед не присутствовал на съезде местной ячейки партии (возможно потому, что съезд проходил в замке вампира), однажды он сказал: «Я хотел бы, чтобы мы жили в Америке прошлого, которая осталась в наших, республиканских, воспоминаниях».
Нед был одним из немногих горожан, избежавших попадания в секту «Передвиженцев», позже он помогал в реабилитации нескольких членов культа (Эпизод «The Joy of Sect»).
Нед открыл интернет-компанию по продаже Библий и назвал её «Фланкрест Энтерпрайзес», также он основал тематический парк развлечений — «Богопарк» в честь своей покойной жены. (Эпизод «I'm Goin' to Praiseland»).
Иногда Нед снимает фильмы на религиозную тематику. Один из этих фильмов — «Страсти Авеля и Каина», с Родом и Тоддом в главных ролях (это отсылка к фильму Мэла Гибсона «Страсти Христовы»). Для «Спрингфилдского Кинофестиваля» Нед снял короткометражный ремейк фильма «Десять Заповедей». Однако его фильмы не были очень популярными из-за излишней реалистичности (Эпизод «Homer and Ned's Hail Mary Pass»).
Фландерс часами сидит перед телевизором и выискивает непристойности в телепередачах, чтобы потом подавать жалобы. Именно из-за него был уволен Кент Брокман, нечаянно выругавшийся в прямом эфире (Эпизод «You Kent Always Say What You Want»).
В одной из серий Фландерс выступал в роли главы общества скаутов, куда поступил Барт.

## «Приключения Неда Фландерса»
«Приключения Неда Фландерса» — это короткометражный мультфильм, показанный в конце эпизода «The Front». Нед входит в комнату своих сыновей и говорит им, что пора в церковь. Однако Род и Тодд отвечают Неду, что в церковь они сегодня не пойдут. Разозлившийся Нед просит назвать уважительную для этого причину. «Сегодня суббота», — улыбаются Род и Тодд. Нед смеётся над своей ошибкой, и на этом мультфильм заканчивается.
Мультфильм начинается музыкальной заставкой:

Хор:
Курица любит петуха, 

Гусыня любит гусака, 

А Неда Фландерса любят все!
Гомер:
Кроме меня!
Хор:
…все, кто считается, любят Неда Фландерса!

## Эпизоды
Список эпизодов, в которых Нед Фландерс играет значительную роль.
- «Dead Putting Society» (6-й эпизод 2-го сезон) — Нед и Гомер заключают пари о том, чей сын лучше играет в минигольф.
- «When Flanders Failed» (3-й эпизод 3-го сезона) — Нед открывает «Лефториум».
- «Boy-Scoutz N the Hood» (8-й эпизод 5-го сезона) — Нед, Гомер Симпсон, Барт и Род теряются в открытом море во время скаутского похода.
- «Homer Loves Flanders» (16-й эпизод 5-го сезона) — Гомер становится лучшим другом Неда.
- «Sweet Seymour Skinner's Baadasssss Song» (19-й эпизод 5-го сезона) — Нед становится директором Спрингфилдской Начальной Школы.
- «Bart of Darkness» (1-й эпизод 6-го сезона) — Барт уверен, что Нед убил свою жену и хочет убить Лизу.
- «Home Sweet Homediddly-Dum-Doodily» (3-й эпизод 7-го сезона) — Нед и Мод становятся приёмными родителями детей Симпсонов.
- «Hurricane Neddy» (8-й эпизод 8-го сезона) — дом Фландерсов уничтожен ураганом, после чего соседи отстроили ему новый, который постепенно сужался.
- «Sunday, Cruddy Sunday» (12-й эпизод, 10-й сезон) — Гомер собирает людей, которые поедут на игру по бейсболу(в числе которых и Нед), но их арестовывают, так как билеты фальшивые.
- «Viva Ned Flanders» (10-й эпизод 10-го сезона) — Симпсон и Нед едут в Лас-Вегас.
- «Treehouse of Horror X» (4-й эпизод, 11-го сезона) — Превращается в оборотня и пытается съесть Гомера.
- «Take My Wife, Sleaze» (8-й эпизод, 11-й сезон) — Нед вступает в ряды «Адской Сатаны»(байкер-сообщество, придуманное Гомером).
- «Alone Again, Natura-Diddily» (14-й эпизод 11-го сезона) — Нед теряет свою жену.
- «I'm Goin' to Praiseland» (19-й эпизод 12-го сезона) — Нед строит «Богопарк».
- «A Star Is Born Again» (13-й эпизод 14-го сезона) — Нед встречается с кинозвездой.
- «Dude, Where's My Ranch?» (18-й эпизод 14-го сезона) — Гомер Симпсон пишет песню о том, как он ненавидит Неда Фландерса.
- «'Tis the Fifteenth Season» (7-й эпизод 15-го сезона) — Гомер Симпсон становится добрейшим человеком в Спрингфилде и поэтому Нед Фландерс ревнует его.
- «Treehouse of Horror XV» (1-й эпизод 16-го сезона) — Нед предвидит смерти людей.
- «Homer and Ned's Hail Mary Pass» (8-й эпизод 16-го сезона) — Нед становится режиссёром религиозных фильмов.
- «Home Away From Homer» (20-й эпизод 16-го сезона) — Нед переезжает из Спрингфилда.
- «The Monkey Suit» (21-й эпизод 17-го сезона) — Нед добивается преподавания в школах креационистской теории происхождения человека[19].
- «Treehouse of Horror XVIII» (5-й эпизод 19-го сезона) — Нед превращается в дьявола, чтобы Барт, Лиза, Милхаус и Нельсон перестали портить всё.
- «To Surveil with Love» (20-й эпизод 21-го сезона) — В Спрингфилде повсюду устанавливают камеры и назначают Неда следить за всем, что происходит.
- «Black-Eyed, Please» (15-й эпизод 24-го сезона) — Нед ударяет Гомера и корит себя в этом.

## «Все ненавидят Неда Фландерса»
«Все ненавидят Неда Фландерса» — песня, написанная Гомером Симпсоном в эпизоде «Dude, Where’s My Ranch?». Сначала Гомер хотел написать Рождественский Гимн, однако попытка Неда помочь так его разозлила, что он написал эту песню.

## Нед в «Домике ужасов на дереве»
Выпуски к хэллоуину, в которых Нед либо имеет большую роль, либо небольшую, либо появляется камео. Нед появляется почти во всех выпусках.
- Второй выпуск — появляется камео в «Обезьянья Лапа» — прогоняет пришельцев с помощью обезьяньей лапы.
- Третий выпуск — появляется камео в «З — значит зомби», где превратился в зомби.
- Четвертый выпуск — имеет большую роль в «Дьявол и Гомер Симпсон», где он является самим Дьяволом, которому Гомер продал душу за пончик.
- Пятый выпуск — появляется камео в «Время и наказание», где, когда Гомер в одно из нескольких перемещений возвращается в настоящее, Нед становится правителем.
- Седьмой выпуск — появляется камео в «Гражданин Канг», где голосует за Канга.
- Восьмой выпуск — имеет небольшую роль в «Человек Омега», где не умирает от взрыва, а становится мутантом. И в «Легко-выпекаемый шабаш», где судит со всеми Мардж, а потом охотится со всеми за Лизой.
- Десятый выпуск — Имеет большую роль в «Я знаю, что вы сделали-делали-елали». где превращается в оборотня. Появляется камео в «Жизнь и вирус, а потом смерть», где он со всеми удивляется отключению электричества, а потом умирает на Земле, когда туда летит метеорит.
- Одиннадцатый выпуск — имеет небольшую роль в «Ночь дельфина», где со всеми пытается вернуть дельфинов в воду, но проигрывает.
- Двенадцатый выпуск — появляется камео в «Дети-волшебники», где смотрит на их представление.
- Тринадцатый выпуск — имеет небольшую роль в «Бойтесь и ужасайтесь», где прогоняет мертвецов. И в «Остров доктора Хибберта», где он был превращён в корову.
- Четырнадцатый выпуск — появляется камео в «Остановите мир, я хочу подурить», где гонится за Милхаусом и Бартом.
- Пятнадцатый выпуск — имеет большую роль в «Зона Неда», когда предвидит будущее.
- Шестнадцатый выпуск — появляется камео в «Главное, чтобы костюмчик сидел», где переодевается в цветок.
- Семнадцатый выпуск — имеет небольшую роль в «День, когда Земля глупо выглядела», где прикидывается животным. И появляется камео в «Замужем за амёбой», где Гомер откусывает ему голову.
- Восемнадцатый выпуск — имеет большую роль в «Чёртов дом», где превращается в дьявола и пугает детей-хулиганов (по сюжету Барт, Лиза, Милхаус и Нельсон попадают в Преисподнюю и слушают лекцию Неда о смертных грехах).
- Девятнадцатый выпуск — появляется камео в «Неназванная робо-пародия», где им роботы играют в настольный футбол.
- Двадцатый выпуск — появляется камео в «Не ешьте коров, человечество», где превращается в зомби..
- Двадцать второй выпуск — имеет большую роль «В случае убийства наберите „М“ или нажмите # для возврата в главное меню», где убивает тех, кого хочет убить Гомер.
- Двадцать третий выпуск — появляется камео в начале, в виде жителя племени Майя. И камео в «Величайшая из каких-либо дырявых историй», где смотрит на создание чёрной дыры в большом адронном коллайдере.
- Двадцать седьмой выпуск — появляется камео в «Засушливые игры».
- Двадцать восьмой выпуск — имеет небольшую роль в «Экзо-сестра», где одержимая демоном Мэгги убивает его, телепатией затолкав ему в рот игрушечную машинку за совет Симпсонам обратиться к экзорцисту. Также имеет небольшую роль в «Ммм...Гомер...», где он в разговоре с Гомером узнает, что тот является каннибалом-аутофагом (в течение эпизода Гомер поедал свою плоть).
- Двадцать девятый выпуск — появляется камео в «Intrusion of the Pod-Y Switchers», где его, как и всех жителей Спрингфилда, похищают инопланетяне в свою планету.
- Тридцатый выпуск — имеет большую роль во вступлении к серии, где он пытается принести в жертву Мэгги, являющуюся Оменом. Однако он не успевает этого делать и погибает вместе с Мардж и Гомером от пронзающей его церковной шпили. Также появляется камео в «Очень опасные дела», где в конце превращается в демогоргона, которого тут же сжигает Гомер.
- Тридцать первый выпуск — появляется камео в «Into the Homer-verse», где его застрелил Гомер из Нуар-вселенной.
- Тридцать второй выпуск — появляется камео в эпизодах «Nightmare on Elm Tree» и «Bong Joon Ho's This Side of Parasite», где его убивают Симпсоны и ожившие деревья.
- Тридцать третий выпуск — появляется камео в «Death Tome» и «SimpsonWorld» в качестве массовки.

## Отзывы и влияние
Некоторые авторы считают, что Неду Фландерсу недостаёт уверенности в себе, и называют причиной отзывчивости персонажа постоянную боязнь, что люди перестанут любить и принимать его. Одно из изданий указывает, что доброта и религиозность Фландерса довольно «комичны», в противовес характеру Тимоти Лавджоя, который часто демонстрирует «праведный гнев и лицемерие». С именем Неда также связан негативный термин «фландеризация» — самоотверженная деятельность, доходящая до фанатизма; либо это та или иная черта характера, которая со временем возводится в абсолют и всё более поглощает личность.
Нед Фландерс занял 8 место из 10 в рейтинге лучших персонажей Симпсонов по версии отделения Менса в Арлингтоне (Техас).
В 2012 году изданием Oregon Live была составлена карта города Портленд, где некоторым улицам были присвоены названия улиц Спрингфилда. Улица Ист-Бернсайд Стрит, находящаяся в центре города, недалеко от шоссе 84, получила имя Northeast Flanders Street.
Словацкий хоккеист Петер Будай во время игры за Montreal Canadiens некоторое время носил шлем с изображением Фландерса.
Члены американской металкор-группы Okilly Dokilly, образованной в 2016 году, копируют стиль одежды Неда и его внешний вид. Творчество группы включает мотивы хеви-метала и тексты, относящиеся к различным этапам жизни Фландерса, а также «коронные фразы» персонажа. К примеру, одна из их песен, «White Wine Spritzer», является отсылкой к эпизоду «Viva Ned Flanders».
В 2022 году в сети распространился новый мем про сужающийся дом Неда Фландерса.